# Karel Steiner
Karel Steiner   (Praga, 26 de gener de 1895 - Txecoslovàquia, 29 d'abril de 1934) és un exfutbolista txec de la dècada de 1920.
Fou 14 cops internacional amb la selecció txecoslovaca amb la qual participà en els Jocs Olímpics d'Estiu de 1920.
Pel que fa a clubs, defensà els colors de FK Viktoria Žižkov i AC Sparta Praga.